# Malkara loricata
Malkara loricata és una espècie d'aranyes araneomorfes de la família dels malkàrids (Malkaridae). Fou descrita per primera vegada l'any 1980 per Davies.
Segons el World Spider Catalog amb data de desembre de 2018 és l'única espècie del gènere Malkara. Viu a Queensland (Austràlia).